# 410 Clóris
Clóris (asteroide 410) é um asteroide da cintura principal com um diâmetro de 123,57 quilómetros, a 2,0830887 UA. Possui uma excentricidade de 0,2365507 e um período orbital de 1 646,21 dias (4,51 anos).
Clóris tem uma velocidade orbital média de 18,03137983 km/s e uma inclinação de 10,92226º.
Este asteroide foi descoberto em 7 de janeiro de 1896 por Auguste Charlois.
Este asteroide recebeu este nome em homenagem à deusa Clóris da mitologia grega.